# Dharam Singh Gill
Dharam Singh Gill (Gandiwind, 19 januari 1919 - Chandigarh, 5 december 2001) was een Indiaas hockeyer.
Singh Gill won in 1952 met de Indiase ploeg de olympische gouden medaille. Singh Gill kwam in actie in alle drie de wedstrijden.

## Resultaten
- 1952  Olympische Zomerspelen in Helsinki